# Tobias Schneider
Tobias Schneider (ur. 2 lipca 1992) – niemiecki bobsleista, olimpijczyk z Pekinu 2022, wicemistrz świata juniorów.

## Udział w zawodach międzynarodowych
| Impreza                     | Rok  | Gospodarz    | Konkurencja | Miejsce |                      |      |       |         |    |
| --------------------------- | ---- | ------------ | ----------- | ------- | -------------------- | ---- | ----- | ------- | -- |
| Impreza                     | Rok  | Gospodarz    | Konkurencja | Miejsce | Igrzyska olimpijskie | 2022 | Pekin | czwórki | 4. |
| Mistrzostwa Europy          | 2022 | Sankt Moritz | czwórki     | 4.      |                      |      |       |         |    |
| Mistrzostwa Europy          | 2023 | Altenberg    | dwójki      | 5.      |                      |      |       |         |    |
| Mistrzostwa świata juniorów | 2018 | Sankt Moritz | dwójki      | 02 !    |                      |      |       |         |    |
| Mistrzostwa świata juniorów | 2018 | Sankt Moritz | czwórki     | 02 !    |                      |      |       |         |    |